# Dipartimento di Veinticinco de Mayo (Misiones)
Veinticinco de Mayo è un dipartimento argentino, situato nel centro-est della provincia di Misiones, con capoluogo Alba Posse.
Esso confina con i dipartimenti di Cainguás, Guaraní e Oberá, e con la repubblica del Brasile.
Secondo il censimento del 2010, su un territorio di 1.629 km², la popolazione ammontava a 27.754 abitanti.
Municipi del dipartimento sono:
- Veinticinco de Mayo
- Alba Posse
- Colonia Aurora